# Montornés del Vallés
Montornés del Vallés (en catalán y oficialmente, Montornès del Vallès) es un municipio y localidad española de la provincia de Barcelona, en la comunidad autónoma de Cataluña. El término municipal, ubicado en la comarca del Vallés Oriental, tiene una población de 17 089 habitantes (INE 2024)

## Geografía
El municipio se extiende por el valle bajo del río Mogent, hasta llegar cerca de su confluencia con el Congost para formar el Besós. Estos dos ríos forman parte del límite oeste del término municipal. En la parte sudeste muestra un terreno accidentando por los últimos contrafuertes de la cordillera Litoral, en el montículo de Sant Miquel de Montornés, a 413 m sobre el nivel del mar.
El término municipal limita con:
| Montmeló    | Granollers                           | Vilanova del Vallés |
| Montmeló    |                                      | Vilanova del Vallés |
| Martorellas | Santa María de Martorellas de Arriba | Vallromanes         |

## Historia
Búsquedas arqueológicas han confirmado la presencia en la zona de asentamientos neolíticos (yacimiento de la tejería de en Joca, cistas de la Torrassa, etc.), íberos (poblado de la colina del castillo de San Miguel) y romanos (fortaleza militar de Can Tacó-turó d'en Roina, Terrminus Augustalis y restos de villas en Can Masferrer, Can Palau y la Torrassa).
Las primeras aldeas en la zona de las que hay testimonio escrito son la masía de Can Bosquerons (970) y la del Vilar de Abdelà, el actual Can Masferrer (977).
El castillo del municipio se encuentra documentado en 1109 como castrum de monte tornuos. Fue propiedad de los condes de Barcelona hasta que en 1342 el rey Pedro IV de Aragón (III de Barcelona) vendió el castillo a los Montornés, señores feudales de la Torre Tavernera. El pueblo, conocido hasta ese momento como Palau d’Ametlla, cambió el nombre a Montornés.
Montornés del Vallés se formó como municipio a partir del siglo XIX. Se creó un núcleo de población alrededor de la iglesia parroquial de Sant Sadurní. Esta iglesia, junto con la parroquia de Vallromanes, comprendían el antiguo término del feudo y el castillo de Montornés, llamado posteriormente castillo de Sant Miquel.
En Montornés del Vallés se libró una decisiva batalla de la guerra de los Remensas el 4 de enero de 1485. La victoria de los campesinos insurrectos comportó meses más tarde la liberación de los siervos de la gleba catalanes del dominio feudal.
Los siglos siguientes se caracterizan por un estancamiento poblacional. En Montornés, hasta 1900, la tierra estaba poco repartida. Las tierras montañosas eran pobres y en la llanura se ganaban tierras de cultivo mediante la desecación de los humedales del Mogent. La mayoría de los vecinos vivían de alquilar la tierra a los grandes propietarios.
Hasta la reforma de la nomenclatura municipal de 1916 el municipio se llamaba simplemente Montornés. En dicha fecha su nombre fue modificado por el de Montornés del Vallés.
Durante el primer tercio del siglo XX se impulsó el desarrollo del municipio con la construcción de la nueva carretera (1913), la creación de nuevas calles para enlazar el casco antiguo con la nueva vía, el turismo, las mejoras agrícolas y la instalación de dos pequeñas fábricas. En 1933 Vallromanes se segregó del término municipal. Al terminar la Guerra Civil Montornés tenía poco más de mil habitantes, una única industria (la fábrica de la Borra) y se mantuvo como pueblo agrícola y ganadero hasta principios de los años sesenta.
Se implantaron las empresas CYDSA y Hamol entre 1958 y 1960, y la gran transformación llegó con la inauguración, en 1964, del polígono industrial Riera-Marsá. En 1962 se iniciaron las obras para construir las fábricas y las primeras viviendas de la Ciudad Satélite, complejo alejado un kilómetro del centro urbano. Con la llegada masiva de inmigrantes procedentes del sur de España (principalmente de Andalucía y Extremadura) en 1970 la población del nuevo núcleo superaba en más de mil habitantes a la de Montornés antiguo. En conjunto el municipio contaba entonces con 7400 habitantes. También el pueblo antiguo se transformó, con la construcción de nuevas viviendas y con la sustitución de los trabajos del campo para las actividades de producción y servicios. El 65% de la población activa estaba dedicada al sector industrial y sólo un 3% en el sector agrario.
Tras la constitución del Ayuntamiento democrático en 1979 se afrontaron problemas urgentes (de tipo urbanístico, escolar y sanitario). Con los años se ha avanzado en la mejora de la calidad de vida de los habitantes con la construcción de equipamientos, la creación de servicios y la planificación urbanística. Actualmente Montornés del Vallés tiene cinco polígonos industriales con unas ochenta empresas, un comercio en crecimiento y una actividad agrícola diversificada.
En 1984 el sector del Raval se desagregó del término junto parte del municipio de la Roca del Vallés, formando el nuevo municipio de Vilanova del Vallés.

## Símbolos
El escudo de Montornés del Vallés se define por el siguiente blasón:

Escudo embaldosado: de sinople, un castillo de oro cerrado de gules sumado a un monte moviente de la punta partido: 1º de argén una cruz plena de gules, 2º de oro, 4 palos de gules. Por timbre una corona mural de pueblo.

Blasón aprobado el 29 de junio de 1992 y publicado en el DOGC n.º 1.619 del 15 de julio de 1992.
Se trata de armas parlantes: muestran un monte, elemento tradicional del escudo, cargado con las armas de Barcelona (la cruz de San Jorge y los cuatro palos reales), ya que el castillo de Montornés del Vallés, representado encima del monte, fue vendido en el año 1390 a la ciudad de Barcelona, y el pueblo se convirtió en "calle de Barcelona".
Anteriormente el municipio utilizaba un escudo con el siguiente blasón:

En campo de sinople, un castillo de oro, almenado y mazonado, de sable y aclarado de gules, y en punta, rodeando los flancos del castillo, dos palmas, con sus tallos cruzados en aspa, de oro. Timbrado de Corona Real.

Blasón aprobado en decreto el 23 de diciembre de 1965 y publicado en el BOE el 11 de enero de 1966.
- La bandera de Montornés del Vallés tiene la siguiente definición:

Bandera apaisada, de proporciones dos de alto por tres de ancho verde, con una cruz escandinava que se cruza en el primer tercio, de anchura 1/9 de la altura de la bandera y de color rojo, por encima de otra cruz de anchura 1/6 y de color blanco. Al lado, el castillo del escudo de altura 1/4 del total, de color amarillo cerrado de rojo.

Bandera aprobada el 26 de enero de 1994 y publicada en el DOGC 1.860 el 14 de febrero de 1994.

Representación del escudo de Montornés del Vallés publicado en el BOE el 11 de enero de 1966.
Representación del escudo actual de Montornés del Vallés.
Representación de la bandera actual de Montornés del Vallés.

## Demografía
Montornés del Vallés cuenta con una población de 17 089 habitantes (INE 2024).
| Gráfica de evolución demográfica de Montornés del Vallés entre 1842 y 2021 |
| |
| Población de derecho según los censos de población del INE. Población de hecho según los censos de población del INE.En estos censos se denominaba Montornés: 1842, 1897, 1900 y 1910. En estos censos se denominaba Montornés y Vallromanés: 1857, 1860, 1877 y 1887. Entre el censo de 1940 y el anterior, disminuye el término del municipio porque independiza a Vallromanes. |

## Lugares de interés

### Iglesia de Sant Sadurní

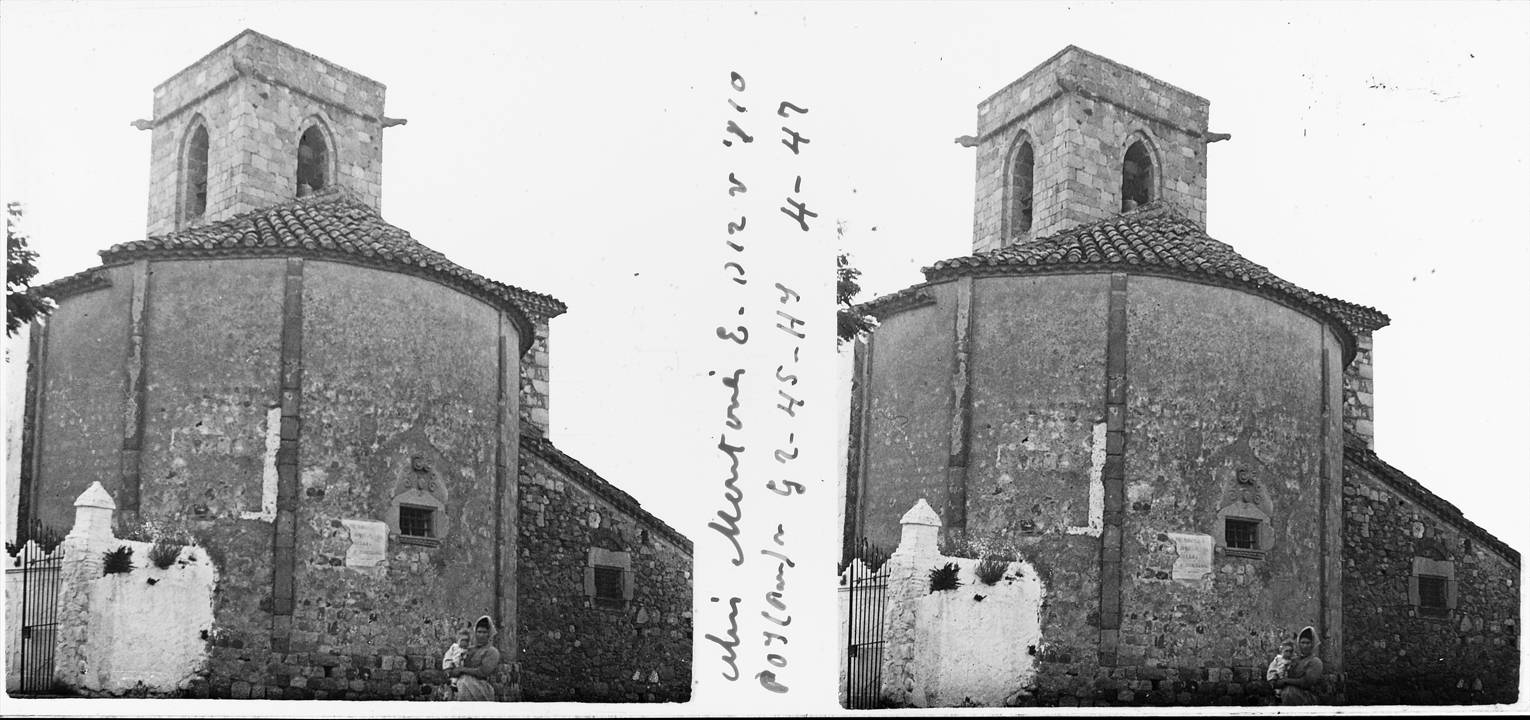
Iglesia de San Sadurní en 1912

Se trata de un templo dedicado a Sant Sadurní, obispo de Tolosa, consagrado alrededor del siglo X, pero documentado desde el año 1162. En el 1572 la parroquia fue objeto de una reconstrucción general que respetó el ábside románico original, que todavía se conserva a día de hoy.
El campanario, de planta cuadrada, tres niveles y gárgolas a las esquinas del tramo alto, son de esta época. Durante siglos, la iglesia, su sagrera y la plaza cercana fueron el centro del pueblo, en una posición ligeramente levantada. El magnífico retablo tardo renacentista que contenía, esculpido por Antoni Comes entre 1619 y 1620, fue destruido en el incendio de julio de 1936. El retablo actual del altar mayor, realizado en tiempos de posguerra, fue restaurado en el año 2000.

### Mons Observans
Mons Observans (Parque Arqueológico y Natural de Can Tacó - Turó d'en Roina) es un asentamiento romano construido en el último tercio del siglo II a. C. en una pequeña colina de 120 m de altitud sobre el nivel del mar desde donde se podía controlar las principales vías de comunicación que discurrían por la plana. El contexto histórico lo sitúa después de las guerras celtíberas y antes de la fundación de las primeras ciudades romanas como son Baetulo (actual Badalona) o Iluro (Mataró).
El yacimiento tiene una superficie de unos 2500 m², con una parte residencial, patios, estancias, zonas de servicio y dos cisternas de gran proporción.El conjunto museístico del Parque Arqueológico y Natural de Can Tacó - Turó d'en Roina, Mons Observans, inaugurado el 27 de octubre de 2012, también incluye un punto de información, una aula de arqueología y una aula dedicada a la natura, además de una explanada central con un pequeño anfiteatro.
En el año 2008 el Consejo de Gobierno de la Generalidad de Cataluña declaró el asentamiento Bien de Interés Nacional (BCIN) en la categoría de zona arqueológica

### Torre del Telégrafo
Torre de vigilancia, situada en un cerro de 222 metros de altura sobre Can Bosquerons, desde la cual se domina gran parte del Vallés. Fue construida en 1848 como equipamiento militar de telegrafía óptica y fue utilizada sólo hasta 1862, fecha en la cual fue abandonada debido a la aparición de la telegrafía eléctrica.
De base cuadrada, de 6 metros de altura, de 5’5 metros de lado, con ocho aspilleras por banda y rodeada por un foso circular, es una fortaleza de dos plantas que tenía la puerta de entrada al piso de arriba. Se comunicaba visualmente con la torre de la colina de Montcada y también con la torre de Granollers.
Durante 140 años la edificación estuvo abandonada. En el año 2007 el Ayuntamiento de Montornés emprendió las tareas de excavación, restauración y museizar que culminaron el abril de 2013. La torre, tal como la vemos actualmente, ha quedado restituida en un intento de combinar el aspecto que tenía a mediados de siglo XIX con las mejoras técnicas de seguridad de hoy en día que posibilitan el acceso y la visita.
Desde el año 2011 el espacio tiene la consideración de Bien Cultural de Interés Local.

## Economía

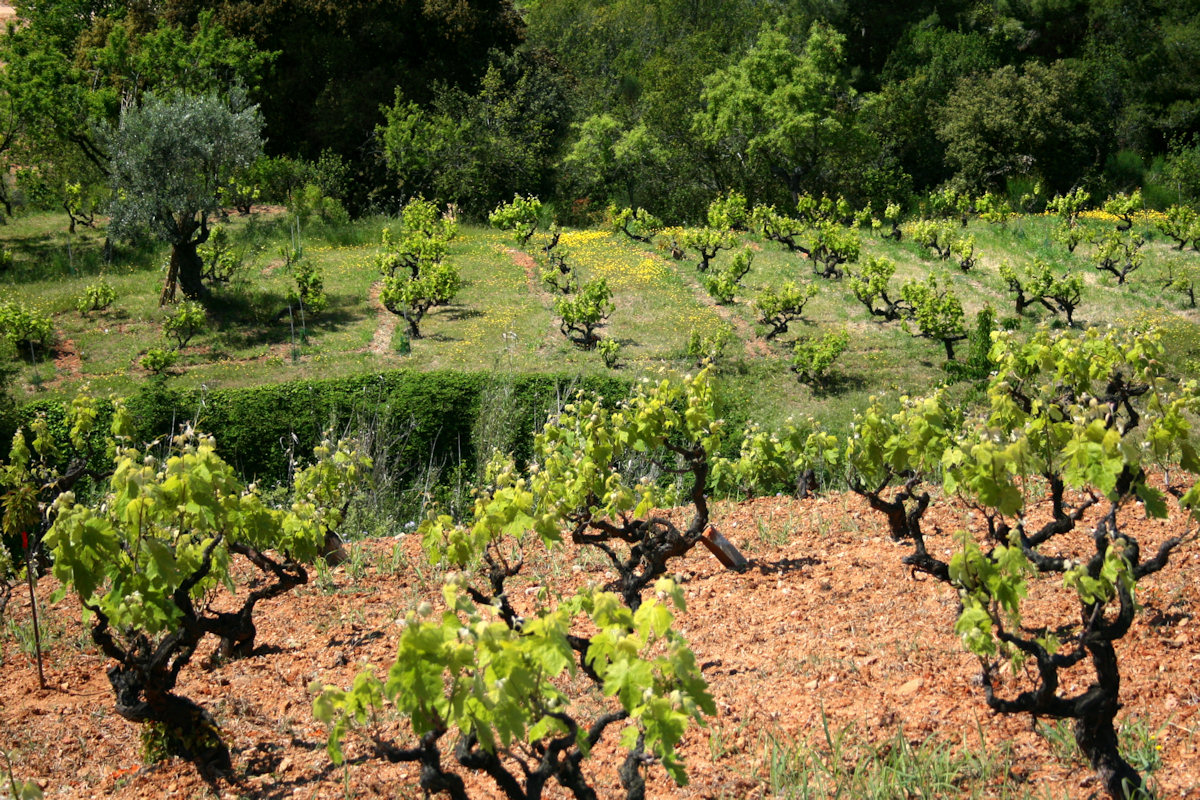
Cultivos en la localidad

Hasta la década de 1940 la economía del pueblo era en su totalidad agrícola y ganadero hasta principios de los años sesenta, cuando en 1964 se inauguró el polígono industrial Riera-Marsà. En la actualidad el municipio dispone de cinco polígonos industriales y el 65% de la población activa se dedica al sector industrial, mientras que solo un 3% sigue con el sector agrario.

## Composición del Ayuntamiento

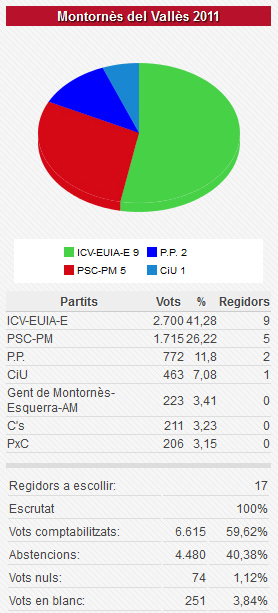

### Alcaldes
| Legislatura | Nombre                    | Partido político                                              |
| ----------- | ------------------------- | ------------------------------------------------------------- |
| 1979–1983   | Félix Montero García      | Partit Socialista Unificat de Catalunya                       |
| 1983–1986   | Félix Montero García      | Partit Socialista Unificat de Catalunya                       |
| 1986–1987   | Esteban López Torreblanca | Partit Socialista Unificat de Catalunya                       |
| 1987–1991   | Esteban López Torreblanca | Iniciativa per Catalunya                                      |
| 1991–1994   | Esteban López Torreblanca | Iniciativa per Catalunya                                      |
| 1994–1995   | Pilar Carrillo Márquez    | Iniciativa per Catalunya Verds                                |
| 1995–1999   | José María Ruiz Alarcón   | Partit dels Socialistes de Catalunya                          |
| 1999–2003   | José María Ruiz Alarcón   | Partit dels Socialistes de Cataluña                           |
| 2003–2007   | Daniel Cortés Martín      | Partit dels Socialistes de Catalunya                          |
| 2007–2011   | Daniel Cortés Martín      | Partit dels Socialistes de Catalunya                          |
| 2011–actual | José Antonio Montero      | Iniciativa per Catalunya Verds - Esquerra Unida i Alternativa |